# Kapflhof (Haselbach)
Kapflhof ist ein Gemeindeteil der Gemeinde Haselbach im niederbayerischen Landkreis Straubing-Bogen. 
Der Weiler liegt über zwei Kilometer Luftlinie südwestlich des Ortskerns von Haselbach und besteht aus drei Anwesen. Man erreicht die Häuser der Weilers jeweils über eine Stichstraße von der Staatsstraße 2147 her.

## Einwohnerentwicklung
| Jahr      | 1838 | 1860 | 1871 | 1875 | 1885 | 1900 | 1913 | 1925 | 1950 | 1961 | 1970 | 1987 |
| --------- | ---- | ---- | ---- | ---- | ---- | ---- | ---- | ---- | ---- | ---- | ---- | ---- |
| Einwohner | 3    | 3    | 13   | 10   | 12   | 10   | 12   | 12   | 12   | 12   | 10   | 4    |